# Cụm tập đoàn quân A
Cụm tập đoàn quân A (tiếng Đức: Heeresgruppe A) là một phiên hiệu đơn vị cấp cụm tập đoàn quân của Đức Quốc xã trong Thế chiến thứ hai.

## Chiến thắng chóng vánh trên Mặt trận phía Tây
Cụm tập đoàn quân A được thành lập vào tháng 10 năm 1939 bằng cách đổi tên Cụm tập đoàn quân Nam, vốn trước đó đã được triển khai trong cuộc xâm lược Ba Lan. Biên chế chủ lực của Cụm tập đoàn quân gồm các tập đoàn quân số 12 và 16, được điều chuyển sang Mặt trận phía Tây, được triển khai đối diện với Bỉ và Luxembourg, đối diện với liên quân Anh - Pháp trong Cuộc chiến tranh kỳ quặc.
Tuy nhiên, khác với thái độ thụ động của liên quân Anh - Pháp, Đức Quốc xã đã chuẩn bị cho một cuộc chiến chớp nhoáng để kiểm soát Tây Âu qua Kế hoạch Vàng (Fall Gelb). Các tập đoàn quân số 2 và 4 được bí mật biên chế vào đội hình của Cụm tập đoàn quân A. Nhằm tăng cường khả năng thực hiện nhiệm vụ chủ công, Cụm thiết giáp von Kleist (Panzergruppe von Kleist) cũng được điều động để gia tăng khả năng đột kích. Ước tính, tổng binh lực của Cụm tập đoàn quân A vào thời điểm trước khi nổ ra Trận chiến nước Pháp có khoảng 45 sư đoàn, gồm cả 7 sư đoàn thiết giáp của Cụm thiết giáp Kleist.
Với binh lực hùng hậu và khả năng tác chiến cơ động cao, Cụm tập đoàn quân A nhanh chóng xuyên thủng phòng tuyến của liên quân qua hướng Ardennes, qua sông Maas đến cửa sông Somme, chia cắt và tiêu diệt các lực lượng của liên quân ở Bắc Pháp và Bỉ theo Kế hoạch Lưỡi hái (Sichelschnittplan). Trong Kế hoạch Đỏ (Fall Rot) tiếp theo đó, Cụm tập đoàn quân A tiếp tục công kích Reims từ các vị trí ở phía bắc sông Aisne, chọc thủng các vị trí của lực lượng Pháp còn lại và tiến sâu về phía nam và đông nam, cắt ngang Phòng tuyến Maginot, đánh chiếm hậu phương của quân Pháp. Liên quân bị dồn ép về hướng eo biển Manche và chỉ có thể trụ lại ở Dunkerque do quyết định tạm dừng tiến quân khó hiểu của bộ chỉ huy tối cao của quân Đức. Sự trì hoãn 3 ngày đã giúp liên quân có thời gian xây dựng hệ thống phòng ngự bảo vệ cảng và tổ chức Chiến dịch Dynamo sơ tán ra biển.
Sau khi quân Pháp đầu hàng, tháng 10 năm 1940, Bộ tư lệnh phía Tây được thành lập cơ sở bộ chỉ huy của Cụm tập đoàn quân A. Đầu năm 1941, trong kế hoạch nghi binh nhằm đánh lừa phía Liên Xô, các đơn vị của Cụm tập đoàn quân A được bí mật chuyển đến Ba Lan (trong khi vẫn duy trì "Bộ chỉ huy phía Tây" ở Pháp). Mãi đến sát trước khi Chiến dịch Barbarossa nổ ra, bộ tư lệnh của Cụm tập đoàn quân mới chính thức thành lập với tên mới là Cụm tập đoàn quân Nam.

## Kế hoạch Xanh tụt dốc
Năm 1942, để chuẩn bị cho Kế hoạch Xanh (Fall Blau) trong chiến dịch mùa hè của Wehrmacht, Hitler đã quyết định chia Cụm tập đoàn quân Nam thành Cụm tập đoàn quân A và Cụm tập đoàn quân B. Cụm tập đoàn quân A đã được ra lệnh tiến về phía Nam để chiếm các mỏ dầu ở Kavkaz. Biên chế chủ lực của nó gồm Tập đoàn quân thiết giáp 1 và Tập đoàn quân 17 (từ tháng 8 đến tháng 9 năm 1942, Tập đoàn quân 17 và Tập đoàn quân 3 Romania được kết hợp thành Cụm quân Ruoff), với hướng tiến công từ  khu vực hạ sông Don trên Kavkaz và khu vực dầu mỏ từ Baku trên biển Caspi (Chiến dịch Hoa nhung tuyết). Cuộc tấn công này đi vào bế tắc vào tháng 10 / tháng 11 năm 1942 do thiếu lực lượng và sự kháng cự của Liên Xô ngày càng tăngrên sườn phía bắc của Kavkaz và phía trước Grozny. Bất chấp thảm họa đang rình rập của Tập đoàn quân 6 tại Stalingrad, Cụm tập đoàn quân A vẫn ở nguyên vị trí cho đến tháng 12 năm 1942. Mãi đến đầu năm 1943, Tập đoàn quân thiết giáp 1 mới được điều chuyển sang cho Cụm tập đoàn quân Nam (trước là Cụm tập đoàn quân Sông Don). Tập đoàn quân 17, vẫn cùng Cụm tập đoàn quân A, rút về đầu cầu Kuban từ tháng 1 năm 1943 để chuẩn bị bảo vệ khu vực bán đảo Krym. Tháng 9 năm 1943, Tập đoàn quân 17 được rút về Krym. Tháng 10 năm 1943, Cụm tập đoàn quân Nam chuyển phối thuộc Tập đoàn quân 6 mới được tổ chức lại, ban đầu bảo vệ Thảo nguyên Nogai giữa Dnepr và Biển Azov trên cả hai mặt của Melitopol, nhưng phải rút lui về phía sau vùng hạ lưu của sông Dnepr vào tháng 10 năm 1943. Do đó, Tập đoàn quân 17 bị cô lập ở Krym, nơi mà nó gần như bị tiêu diệt hoàn toàn vào tháng 5 năm 1944. Tháng 3 năm 1944, Cụm tập đoàn quân A được bổ sung Tập đoàn quân 8, vốn thuộc biên chế của Cụm tập đoàn quân Nam đã bị đánh tan tát. Ngày 1 tháng 4 năm 1944, Cụm tập đoàn quân A được đổi tên thành Cụm tập đoàn quân Nam Ukraina.

## Cánh cửa Berlin mở toang!
Tháng 9 năm 1944, Cụm tập đoàn quân A được tái thành lập bằng cách đổi tên Cụm tập đoàn quân Bắc Ukraina (trước là Cụm tập đoàn quân Nam). Cụm tập đoàn quân được bố trí để bảo vệ miền nam Ba Lan và Slovakia bằng Tập đoàn quân số 9 (lấy từ Cụm tập đoàn quân Trung tâm) và Tập đoàn quân thiết giáp số 4 ở phía sau sông Wisła, Tập đoàn quân 17 nằm giữa sông Wisła và dãy núi Beskids và Tập đoàn quân thiết giáp số 1 ở Slovakia. Tuy nhiên, vào đầu tháng 1 năm 1945, Hồng quân đã phát động Chiến dịch Wisla–Oder. Dải phòng ngự của Cụm tập đoàn quân A đã đòn tấn công của Phương diện quân Ukraina 1 xuyên thủng từ đầu cầu Wisła của Baranów Sandomierski. Chỉ trong thời gian rất ngắn, tuyến phòng ngự của Cụm tập đoàn quân A gần như tan vỡ hoàn toàn. Ngày 16 tháng 1 năm 1945, Đại tá Bogislaw von Bonin, Cục trưởng Cục Tác chiến của Bộ Tổng tham mưu Lục quân Đức (Generalstab des Heeres) đã tự ý cho phép Cụm tập đoàn quân A được rút lui, bất chấp mệnh lệnh trực tiếp từ Adolf Hitler buộc phải giữ vững vị trí. Mặc dù Cụm tập đoàn quân A thoát được vòng vây và tập hợp lại, von Bonin sau đó đã bị bắt bởi Gestapo vào ngày 19 tháng 1 năm 1945, và bị giam cầm ban đầu tại trại tập trung Flossenbürg và sau đó là trại tập trung Dachau. Ông cuối cùng đã được giải phóng cùng với các tù nhân khác ở phía Nam Tyrol bởi quân Mỹ vào năm 1945.
Ngày 25 tháng 1 năm 1945, Hitler cho đổi tên Cụm tập đoàn quân A thành Cụm tập đoàn quân Trung tâm. Tuy nhiên mọi việc đã quá muộn! Hồng quân đtạo được bàn đạp vững chắc ở bờ đông sông Oder và chỉ còn cách Berlin chưa đầy 100 km. Cánh cửa tiến về Berlin đã bị mở toang và giờ phút sụp đổ của chế độ Quốc xã đang tiến gần.

## Biên chế chủ lực
Tháng 11 năm 1939
- Tập đoàn quân số 16
- Tập đoàn quân số 12

Tháng 5 năm 1940
- Tập đoàn quân số 16
- Tập đoàn quân số 12
- Tập đoàn quân số 4
- Tập đoàn quân số 2
- Cụm thiết giáp von Kleist (Panzergruppe von Kleist)

Tháng 6 năm 1940
- Tập đoàn quân số 16
- Tập đoàn quân số 12
- Tập đoàn quân số 2
- Cụm thiết giáp Guderian (Panzergruppe Guderian)

Tháng 7 năm 1940
- Tập đoàn quân số 6
- Tập đoàn quân số 16
- Tập đoàn quân số 9

Tháng 8 năm 1940
- Tập đoàn quân số 9
- Tập đoàn quân số 16

Tháng 9 năm 1940
- Tập đoàn quân số 9
- Tập đoàn quân số 16
- Bộ tư lệnh quân Đức ở Hà Lan (Kommandeur der deutschen Truppen in Holland)

Tháng 11 năm 1940
- Tập đoàn quân số 9
- Tập đoàn quân số 16

Tháng 5 năm 1941
- Tập đoàn quân số 6
- Tập đoàn quân số 17

Tháng 8 năm 1942
- Tập đoàn quân thiết giáp số 1
- Cụm quân Ruoff (Armeegruppe Ruoff)
- Tập đoàn quân số 11

Tháng 9 năm 1942
- Tập đoàn quân thiết giáp số 1
- Cụm quân Ruoff
- Bộ chỉ huy Krym (Befehlshaber der Krim)

Tháng 1 năm 1943
- Tập đoàn quân thiết giáp số 1
- Tập đoàn quân số 17
- Bộ chỉ huy Krym

Tháng 2 năm 1943
- Tập đoàn quân số 17
- Bộ chỉ huy Krym

Tháng 3 năm 1943
- Tập đoàn quân số 17
- Bộ chỉ huy Krym
- Bộ chỉ huy eo biển Kerch (Befehlshaber der Straße Kertsch)

Tháng 10 năm 1943
- Tập đoàn quân số 6
- Tập đoàn quân số 17

Tháng 1 năm 1944
- Tập đoàn quân số 3 Rumani
- Tập đoàn quân số 17
- Bộ chỉ huy quân Đức ở Transnistria (Befehlshaber der deutschen Truppen in Transnistrien)

Tháng 3 năm 1944
- Tập đoàn quân số 6
- Tập đoàn quân số 3 Rumani
- Tập đoàn quân số 17

Tháng 10 năm 1944
- Tập đoàn quân thiết giáp số 4
- Tập đoàn quân số 17
- Cụm quân Heinrici (Armeegruppe Heinrici)

Tháng 11 năm 1944
- Tập đoàn quân thiết giáp số 4
- Tập đoàn quân số 17
- Tập đoàn quân thiết giáp số 1

Tháng 12 năm 1944
- Tập đoàn quân số 9
- Tập đoàn quân thiết giáp số 4
- Tập đoàn quân số 17
- Tập đoàn quân số 1

Tháng 1 năm 1945
- Tập đoàn quân số 9
- Tập đoàn quân thiết giáp số 4
- Tập đoàn quân số 17
- Cụm quân Heinrici

## Chỉ huy

### Tư lệnh
| STT | Ảnh                                      | Họ tên             | Thời gian sống | Thời gian tại nhiệm                   | Cấp bậc tại nhiệm                 | Ghi chú                                                                  |
| --- | ---------------------------------------- | ------------------ | -------------- | ------------------------------------- | --------------------------------- | ------------------------------------------------------------------------ |
| 1   |                                          | Gerd von Rundstedt | 1875–1953      | tháng 10 năm 1939 - tháng 10 năm 1940 | Đại tướng (1938) Thống chế (1940) | Bị truy tố là tội phạm chiến tranh và bị giam giữ đến tháng 7 năm 1948.  |
| 2   |                                          | Wilhelm List       | 1880–1971      | tháng 10 năm 1940 - tháng 6 năm 1941  | Thống chế (1940)                  |                                                                          |
|     |                                          |                    |                |                                       |                                   |                                                                          |
| *   |                                          | Wilhelm List       | 1880–1971      | tháng 7 năm 1942 - tháng 9 năm 1942   | Thống chế (1940)                  | Bị truy tố là tội phạm chiến tranh và bị giam giữ đến tháng 12 năm 1952. |
| 3   |                                          | Adolf Hitler       | 1889–1945      | tháng 9 năm 1942 - tháng 11 năm 1942  |                                   | Tự sát ngày 30 tháng 4 năm 1945                                          |
| 4   | Tập tin:Paul Ludwig Ewald von Kleist.jpg | Ewald von Kleist   | 1881–1954      | tháng 11 năm 1942 - tháng 3 năm 1944  | Đại tướng (1940) Thống chế (1943) | Bị truy tố là tội phạm chiến tranh và chết trong tù tháng 11 năm 1954.   |
|     |                                          |                    |                |                                       |                                   |                                                                          |
| 5   |                                          | Josef Harpe        | 1887–1968      | tháng 9 năm 1944 - tháng 1 năm 1945   | Đại tướng (1944)                  | Bị bắt nhưng không bị truy tố và bị giam giữ đến tháng 4 năm 1948.       |
| 6   |                                          | Ferdinand Schörner | 1892–1973      | tháng 1 năm 1945                      | Đại tướng (1944)                  | Bị truy tố là tội phạm chiến tranh và bị giam giữ đến tháng 8 năm 1960.  |

### Tham mưu trưởng
| STT | Ảnh | Họ tên                     | Thời gian sống | Thời gian tại nhiệm                  | Cấp bậc tại nhiệm                              | Ghi chú                                                                                         |
| --- | --- | -------------------------- | -------------- | ------------------------------------ | ---------------------------------------------- | ----------------------------------------------------------------------------------------------- |
| 1   |     | Erich von Manstein         | 1887–1973      | tháng 10 năm 1939 - tháng 2 năm 1940 | Trung tướng (1939)                             | Thống chế (1942). Bị truy tố là tội phạm chiến tranh và bị giam giữ đến tháng 5 năm 1953.       |
| 2   |     | Georg von Sodenstern       | 1889–1955      | tháng 2 năm 1940 - tháng 6 năm 1941  | Trung tướng (1940) Thượng tướng Bộ binh (1940) |                                                                                                 |
|     |     |                            |                |                                      |                                                |                                                                                                 |
| 3   |     | Hans von Greiffenberg      | 1893–1951      | tháng 7 năm 1942 - tháng 2 năm 1943  | Trung tướng (1942)                             |                                                                                                 |
| 4   |     | Alfred Gause               | 1896–1967      | tháng 2 năm 1943 - tháng 5 năm 1943  | Thiếu tướng (1941) Trung tướng (1943)          | Bị truy tố là tội phạm chiến tranh và bị giam giữ đến tháng 10 năm 1955.                        |
| *   |     | Hans von Greiffenberg      | 1893–1951      | tháng 5 năm 1943 - tháng 7 năm 1943  | Trung tướng (1942)                             | Thượng tướng Bộ binh (1944). Bị bắt nhưng không bị truy tố và bị giam giữ đến tháng 6 năm 1947. |
| 5   |     | Hans Röttiger              | 1896–1960      | tháng 7 năm 1943 - tháng 3 năm 1944  | Thiếu tướng (1942) Trung tướng (1943)          | Thượng tướng Thiết giáp (1945). Bị bắt nhưng không bị truy tố và bị giam giữ đến năm 1948.      |
| 6   |     | Walther Wenck              | 1896–1960      | tháng 3 năm 1944                     | Thiếu tướng (1943)                             | Thượng tướng Thiết giáp (1945). Bị bắt nhưng không bị truy tố và bị giam giữ đến năm 1947.      |
|     |     |                            |                |                                      |                                                |                                                                                                 |
| 7   |     | Wolf-Dietrich von Xylander | 1903–1945      | tháng 9 năm 1944 - tháng 1 năm 1945  | Thiếu tướng (1944) Trung tướng (1944)          | Tử nạn do rơi máy bay ngày 15 tháng 2 năm 1945.                                                 |